# Collonges-la-Rouge
Collonges-la-Rouge (francoska izgovorjava: [kɔlɔ̃ʒ la ʁuʒ], dobesedno Rdeči Collonges; okcitansko Colonjas) je občina v departmaju Corrèze regije Nova Akvitanija v Franciji.

## Zgodovina
Menihi samostana Charroux so v 8. stoletju ustanovili samostan, ki je pritegnil populacijo kmetov, obrtnikov in trgovcev, ki so živeli in uspevali okoli njegovega utrjenega obzidja. Sprejem romarjev iz Santiago de Compostela skozi Rocamadour je bil trajen vir dobička. Leta 1308 je vikont Turenne podelil vasi pravico do visoke, srednje in nizke jurisdikcije, ki ji je dovolila, da ureja rojstvo rodov tožilcev, odvetnikov in notarjev. Ograjen prostor je kmalu postal premajhen za celotno populacijo in nastali so faubourgi (starodavni francoski izraz, ki je zgodovinsko enakovreden "predmestju"). Po francoskih verskih vojnah je obnova bogastva plemstva sovpadla z vikontovim dvigom moči.
Po prodaji vikotstva leta 1738 in po francoski revoluciji, ki je povzročila uničenje župnijskih stavb, je vas v začetku 19. stoletja ponovno doživela kratkotrajni razcvet. Kasneje se je število prebivalcev počasi zmanjševalo in vas se je spremenila v kamnolom.
Na začetku 20. stoletja so nekateri vaščani ustanovili združenje Les Amis de Collonges (Prijatelji Collongesa) in leta 1942 dosegli, da je celotna vas razglašena za zgodovinski spomenik.

## Geografija
Tulle, prefektura departmaja, je približno 40 kilometrov severovzhodno, Brive-la-Gaillarde približno 20 kilometrov severozahodno in Beaulieu-sur-Dordogne približno 22 kilometrov jugovzhodno. Občina leži na slikovitem podeželju na meji Limousin, Quercy in Auvergne. Sosednje skupnosti so Lagleygeolle na severovzhodu, Meyssac na vzhodu, Chauffour-sur-Vell na jugu, Saillac na jugozahodu, Ligneyrac na zahodu in Noailhac na severozahodu.

## Znamenitosti
Collonges-la-Rouge je v celoti zgrajen iz rdečega peščenjaka. Njegov obstoj je dokazan od 8. stoletja zahvaljujoč donaciji grofa Limogesa iz župnije samostanu Charroux.
Vas je članica združenja Les Plus Beaux Villages de France (Najlepše vasi Francije) in je pravzaprav tam, kjer je bilo to združenje ustanovljeno. Je eno najbolj obiskanih mest v Novi Akvitaniji.
Tržnice so iz 16. in 17. stoletja, pokrita pasaža pa je uvrščena med zgodovinske spomenike.

### Posvetna arhitektura
- Maison de la Sirène, ima obokano verando in izvira iz 16. stoletja. Pripadal je Henryju de Jouvenelu, enemu od mož pisateljice Colette. Uvrščen je med zgodovinske spomenike. Poštna znamka za 3 franke, ki predstavlja Maison de la Sirène, je bila izdana 3. julija 1982
- Samostan, zgrajen v 16. stoletju, je od 4. julija 1951 zgodovinski spomenik zaradi fasade z balkonom in strehe
- Starodavna hiša sester, zgrajena v 16. stoletju, je od 4. julija 1951 zgodovinski spomenik. Rue de la Barrière (Ulica Barrière)
- Hiša Bonyt iz 16. stoletja je zgodovinski spomenik zaradi svoje fasade, strehe in spiralnega stopnišča;
- Hiša Boutang du Peyrat z deli iz 15., 16. in 17. stoletja je zgodovinski spomenik. Zaščiteni elementi so okno z ohranjenim lesenim delom Ludvika XIII., vhodna vrata iz 17. stoletja, lesen dimnik, njegova fasada in streha.
- Hiša Julliot iz 16. stoletja je zgodovinski spomenik zaradi svoje fasade, strehe in vhodnih stopnic
- Hiša Dey je zgodovinski spomenik
- Hiša iz 16. in 18. stoletja na Place de la Halle je zgodovinski spomenik zaradi svoje fasade, lože in strehe
- Hiša Poignet ima okno iz 17. stoletja, ki je uvrščeno med zgodovinske spomenike.
- Hiša Salvant et Vallat je tudi zgodovinski spomenik.
- Starodavno dvorišče Châtellerie (16. stoletje) je zgodovinski spomenik od 13. decembra 1978
- Starodavna mestna hiša (z deli iz 16., 17. in 18. stoletja) ima fasado, streho in kamnit dimnik od 4. januarja 1951 uvrščen med državne spomenike.
- Manoir de Vassinhac (14. in 16. stoletje), z elementi utrdb, je zgodovinski spomenik
- Château ali hôtel du Friac ali de Beaurival (hôtel de Beaurival), 15. stoletje, je zgodovinski spomenik od 17. decembra 1926
- Château de Benge z deli iz 16. in 18. stoletja je bil uvrščen na seznam zgodovinskih spomenikov z ukazoma z dne 23. septembra 1953 in 18. marca 1954.
- Castel Maussac, 15. in 16. stoletje, je od 17. decembra 1926 zgodovinski spomenik.
- Château du Breuil
- Château du Martret z deli iz 16. in 19. stoletja je zgodovinski spomenik
- Manoir de Beauvirie, 16. stoletje, je zgodovinski spomenik
- Château de Beauregard, 15. stoletje, je zgodovinski spomenik od 17. decembra 1926

### Vojaška arhitektura
Utrjeno obzidje sega v 14. stoletje. Vrata starodavnega župnišča in cerkve so uvrščena med zgodovinske spomenike.

### Religiozna umetnost
Cerkev sv. Petra iz 11., 12. in 15. stoletja s svojim romantičnim ukrivljenim zvonikom (ena najstarejših v regiji Nova Akvitanija) je bila utrjena med francoskimi verskimi vojnami v 16. stoletju. Njena izjemna vrata so okrašena s timpanonom iz 12. stoletja, izklesanim v belem kamnu (v nasprotju z rdečim kamnom preostalega dela vasi), ki predstavlja Kristusov vnebohod, ki dominira nad svojo materjo in 11 apostoli. Med verskimi vojnami je bil skrit in zamenjan šele leta 1923.
Glavni oltar, pobarvan z modro in zlato barvo, sestavljajo oltar iz 19. stoletja, delno stopnica iz 17. stoletja, tabernakelj iz 18. stoletja in oltarna slika, rekonstruirana v 19. stoletju z dve stoletji starejšimi elementi. Uvrščen je bil na seznam nacionalnega bogastva in obnovljen v letih 1984-1985.
Oltar (lesen in zlato pobarvan) južne kapele predstavlja Pasijon in je iz konca 17. stoletja. Uvrščen je tudi med zgodovinske spomenike.
Lesena ograja kapele z osrednjim vrtljivim križem, ki sega v prelom 18. stoletja, je okrašena s kokilami, volutami in izklesanimi akantovimi listi. Je na seznamu.
Lesen Kristusov kip iz 16. stoletja je bil odkrit leta 1971. Je zgodovinski spomenik, poleg njega pa še dva kipa Device Marije iz 17. ali 18. stoletja. Lesen Kristus na križu je iz 17. stoletja in je popisan. Celotna cerkev je od 4. aprila 1905 zgodovinski spomenik.
- Timpanon cerkvenih vrat
- Zvonik cerkve Saint-Pierre
- Cerkvena vrata Saint-Pierre

- Ulica Collonges-la-Rouge
- Ulica Collonges-la-Rouge
- Stolpi
- Place de Collonges-la-Rouge
- Cerkev, kot je videti pod verando
- Castel de Vassinhac
- Castel de Vassinhac
- Castel de Vassinhac in cerkev
- Zadnja stran cerkve